# 穆索尼站
穆索尼站（英語：Moosonee station）是位于加拿大安大略省穆索尼镇的一个火车站，由安大略北地铁路运营。它是安大略省北极熊快速专列的北部终点站，位于詹姆斯湾的麋河河口以南19km处，专列的下一站是麋河站。火车站由一个单层车站楼建筑、棚屋和一个小型火车场组成。
车站位于竞技场街（英語：Arena Road），在城镇北部边界的位置。车站的正东面是穆索尼竞技场街（英語：Moosonee Arena Road），街边就有速8酒店可以提供住宿。车站附近的学校有穆索尼公立学校和北方应用艺术与技术学院的穆索尼校区。
截至2021年4月，火车每周运行四天：周一，周二，周四和周五。列车从下午到站，傍晚出发。
车站亦提供货运服务，其中有一条轨道连接穆索尼机场，沿着麋河（Revillon Road North）沿岸有一条侧线，用于将货物运送到驳船上。箱式车厢存放在终点站的火车场，直到火车需要向南行驶，返回北湾或多伦多。
现用的车站建于20世纪60年代，并于2009年进行了一次翻新。穆索尼的第一个车站建于1932年，由安大略北地铁路公司建造。
由欧文桑德运输公司的专属轮渡“MV Niska I”连接穆索尼和河对岸的驼鹿工厂市镇。渡口在火车站以南1（0.62英里）的位置。
穆索尼火车站是加拿大在哈德逊湾仅有的两个火车站之一，另一个是位于曼尼托巴省北部的丘吉尔站，在穆索尼的西北方向数百公里。